# Грофовија Триполи
Грофовија Триполи је била крсташка држава на простору данашњег Леванта са престоницом у Триполију. Простирала се на територијама данашњег северног Либана и западне Сирије.
Грофовија Триполи је последња крсташка држава на подручју Блиског истока. Настала је 1109. године након освајања града. Освајање је започео Ремон од Сен Жила, а завршио Бертранд од Тулуза поставши тако њен први владар. У почетку, он је био вазал јерусалимског краља Балдуина. У 13. веку, грофовија Триполи пада у вазалан однос под Кнежевину Антиохију. Средином 13. века, Боемунд VI дао је вазалну заклетву монголском владару. Због тога је грофовију напао мамелучки султан Куалавун и срушио је 1289. године.

## Вазалства
Грофовија Триполи била је јако слаба, па се због тога увек приклањала моћнијим суседима. 1109. године постаје вазал Јерусалимског краљевства. У бици код Хатина (1189) Јерусалимско краљевство дефинитивно губи моћ. Саладинове трупе улазе у Јерусалим. Седиште државе је тада пребачено у Акру. Седам година раније, Кнежевина Антиохија ослободила се византијског утицаја и тако постала најмоћнија крсташка држава. Тако грофовија Триполи постаје вазал Антиохије. Вазалство је трајало све до пада Антиохије 1268. године. Триполи је доживео исту судбину 1289. године, а Акра је освојена 1291. године.